# Caribattus inutilis
Genre
Espèce
Synonymes
- Saitis inutilis Peckham & Peckham, 1901

Caribattus inutilis, unique représentant du genre Caribattus, est une espèce d'araignées aranéomorphes de la famille des Salticidae.

## Distribution
Cette espèce est endémique de Jamaïque.

## Description
Le mâle décrit par Bryant en 1950 mesure 3,5 mm.

## Publications originales
- Peckham, Peckham, 1901 : On spiders of the family Attidae found in Jamaica. Proceedings of the Zoological Society of London, vol. 1901, n. 2, p. 6-16 (texte intégral).
- Bryant, 1950 : The salticid spiders of Jamaica. Bulletin of the Museum of. Comparative Zoology, vol. 103, p. 163-209 (texte intégral).